# أليكس جاكسون
أليكس جاكسون (بالإنجليزية: Alex Jackson)‏ (12 مايو 1905 في المملكة المتحدة - 15 نوفمبر 1946 بمصر في المملكة المتحدة) هو لاعب كرة قدم بريطاني (وحمل سابقاً جنسية المملكة المتحدة لبريطانيا العظمى وأيرلندا) في مركز جناح. شارك مع منتخب اسكتلندا لكرة القدم. أما مع النوادي، فقد لعب مع تشيلسي ونادي أبردين ونادي مارغيت ونادي نيس وهدرسفيلد تاون ونادي دمبرتون وبثلهام ستييل ونادي توكيه ‏ وBethlehem Steel F.C. (1907–1930) ‏.

## وصلات خارجية
- أليكس جاكسون على موقع الاتحاد الإسكتلندي (الإنجليزية)
- أليكس جاكسون على موقع قاعدة بيانات كرة القدم.إي يو (الإنجليزية)
- أليكس جاكسون على موقع ناشيونال فوتبول تيمز (الإنجليزية)